# ONLY YOU (吉田拓郎のアルバム)
『ONLY YOU 〜since coming For Life〜』（オンリー・ユー シンス・カミング・フォーライフ）は、吉田拓郎の7枚目のベスト・アルバム。1981年5月1日にフォーライフから発売された。

## 解説
- フォーライフ設立後のシングル曲を集めたベスト・アルバムで、このアルバムでしか聴けない別アレンジの曲がある。
- 2011年にこのアルバムの発売30周年を記念して『ONLY YOU 〜since coming For Life〜 + Single Collection』が発売された。

## 収録曲
| 全作曲: 吉田拓郎。 |                      |            |            |                 |      |
| #                  | タイトル             | 作詞       | 作曲・編曲 | 編曲            | 時間 |
| 1.                 | 「サマーピープル」   | 岡本おさみ | 吉田拓郎   | 松任谷正隆      | 3:21 |
| 2.                 | 「流星」             | 吉田拓郎   | 吉田拓郎   | 鈴木茂          | 4:31 |
| 3.                 | 「明日に向って走れ」 | 吉田拓郎   | 吉田拓郎   | 松任谷正隆      | 4:13 |
| 4.                 | 「元気です」         | 吉田拓郎   | 吉田拓郎   | 青山徹 大村雅朗 | 5:40 |
| 5.                 | 「春を待つ手紙」     | 吉田拓郎   | 吉田拓郎   | 吉田拓郎        | 5:23 |
| 6.                 | 「愛の絆を」(新録音) | 吉田拓郎   | 吉田拓郎   | 松任谷正隆      | 4:37 |
| 合計時間:          | 合計時間:            | 合計時間:  | 合計時間:  | 27:45           |      |

| 全作曲: 吉田拓郎。 |                              |           |            |            |      |
| #                  | タイトル                     | 作詞      | 作曲・編曲 | 編曲       | 時間 |
| 1.                 | 「外は白い雪の夜」(新録音)   | 松本隆    | 吉田拓郎   | 吉田拓郎   | 6:09 |
| 2.                 | 「チークを踊ろう」           | 吉田拓郎  | 吉田拓郎   | 石川鷹彦   | 2:49 |
| 3.                 | 「たえこ MY LOVE」(新録音)   | 吉田拓郎  | 吉田拓郎   | 松任谷正隆 | 4:26 |
| 4.                 | 「舞姫」                     | 松本隆    | 吉田拓郎   | 松任谷正隆 | 4:38 |
| 5.                 | 「となりの町のお嬢さん」     | 吉田拓郎  | 吉田拓郎   | 松任谷正隆 | 3:55 |
| 6.                 | 「あの娘といい気分」(新録音) | 吉田拓郎  | 吉田拓郎   | 松任谷正隆 | 4:45 |
| 合計時間:          | 合計時間:                    | 合計時間: | 合計時間:  | 26:42      |      |